# 平公 (魯)
平公（へいこう）は、魯の第34代君主。名は叔。『世本』は名を「旅」とする。景公の子で、景公の後を受けて魯国の君主となった。在位20年。